# Loris Rouiller
Loris Rouiller, né le 21 février 2000 à Belmont-sur-Lausanne, est un coureur cycliste suisse. Spécialiste du cyclo-cross, il pratique également le cyclisme sur route et le VTT.

## Palmarès en cyclo-cross

### Par années
- 2016-2017
  -  Champion de Suisse de cyclo-cross juniors
  - 4e du championnat du monde de cyclo-cross juniors
- 2017-2018
  -  Champion d'Europe de cyclo-cross juniors
  -  Champion de Suisse de cyclo-cross juniors
  - Coupe du monde de cyclo-cross juniors #4, Namur
  - Superprestige juniors #6, Gieten
  - Trophée des AP Assurances juniors #1, Renaix
  - Trophée des AP Assurances juniors #3, Hamme-Zogge
  - Trophée des AP Assurances juniors #7, Baal
  - 4e de la Coupe du monde de cyclo-cross juniors
- 2018-2019
  -  Champion de Suisse de cyclo-cross espoirs
  - 8e du championnat du monde de cyclo-cross espoirs
  - 8e du Superprestige espoirs
  - 10e du championnat d'Europe de cyclo-cross espoirs
  - 10e de la Coupe du monde de cyclo-cross espoirs
  - 10e du Trophée des AP Assurances espoirs
- 2019-2020
  - Trophée des AP Assurances espoirs #5, Loenhout
  - 2e du championnat de Suisse de cyclo-cross espoirs
  - 6e de la Coupe du monde de cyclo-cross espoirs
- 2020-2021
  - 2e du championnat de Suisse de cyclo-cross espoirs
  - 4e de la Coupe du monde de cyclo-cross espoirs
  - 8e du championnat d'Europe de cyclo-cross espoirs
- 2021-2022
  - Coupe de France #1, Pierric
  - Coupe de France #7, Troyes
  - Coupe de France espoirs #2, Pierric
  - Coupe de France espoirs #3, Quelneuc
  - Coupe de France espoirs #8, Troyes
  - Brumath Cross Days, Brumath
  - Radquer Hittnau, Hittnau
  - 2e du championnat de Suisse de cyclo-cross espoirs
  - 10e de la Coupe du monde espoirs
- 2022-2023
  - Classement général de la Swiss Cyclocross Cup : 
    - Swiss Cyclocross Cup #3, Bulle

  - Cyclo-cross International de Dijon, Dijon
  - 2e de la Coupe de France
- 2023-2024
  - 4 Bikes Festival, Lützelbach
  - USCX Series #1 - Virginia's Blue Ridge Go Cross Day 1, Roanoke
  - USCX Series #2 - Virginia's Blue Ridge Go Cross Day 2, Roanoke
- 2024-2025
  - GGEW Grand Prix, Bensheim
  - Coupe de France #1, Nommay
  - Coupe de France #2, Nommay
  - Swiss Cyclocross Cup #4, Hittnau
  - Swiss Cyclocross Cup #5, Dielsdorf
  - 2e du championnat de Suisse de cyclo-cross

## Palmarès sur route
- 2018
  - Enfer du Chablais juniors
- 2024
  - 3e étape du Tour de l'Oder
- 2025
  - 4e étape du Tour de la province de Namur

## Palmarès en VTT
- 2018
  - 4e du championnat du monde de cross-country juniors